# Шевченківський коледж
Відокремлений структурний підрозділ «Шевченківський коледж Уманського національного університету садівництва» — заклад вищої освіти І—ІІ рівнів акредитації, що розташований у селі Шевченкове Звенигородського району Черкаської області. Є структурним підрозділом Уманського національного університету садівництва.

## Історія
Заснований у 1923 році як середній навчальний заклад сільськогосподарського типу. У 1934 році сільськогосподарську школу перейменували на Шевченківський технікум технічних культур ім. Г. І. Петровського з 4–річним терміном навчання. 1938 року технікум змінив назву на Шевченківський сільськогосподарський технікум рільництва.
З 1946 року технікум перепрофілюється на підготовку спеціалістів рибоводів і був підпорядкований Мінсільгоспу УРСР.
З 1966 року технікум перейменували в Шевченківський гідромеліоративний технікум і залишився під цією назвою до 1990 року.
У 2005 році коледж ввійшов в підпорядкування Уманського державного аграрного університету і отримав назву Шевченківський коледж Уманського державного аграрного університету. У 2010 році перейменований на Відокремний структурний підрозділ Шевченківський коледж Уманського національного університету садівництва.

## Діяльність
Коледж здійснює підготовку спеціалістів за такими спеціальностями:
- Експлуатація та ремонт меліоративних, будівельних машин та обладнання;
- Землевпорядкування;
- Комерційна діяльність;
- Організація перевезень і управління на автотранспорті;
- Туристичне обслуговування.

Крім диплома молодшого спеціаліста, випускники нашого коледжу отримують атестат про повну загальну середню освіту, посвідчення окремих робітничих професій:
- водій автотранспортних засобів;
- тракторист-машиніст сільськогосподарського виробництва;
- слюсар з ремонту сільськогосподарських машин та устаткування;
- оператор комп'ютерного набору;
- організатор подорожей та екскурсій.

## Випускники
- Федоров Едуард Юрійович (1996—2018) — солдат Збройних сил України, учасник російсько-української війни.